# Crystal Days (小柳ゆきの曲)
「Crystal Days」（クリスタル・デイズ）は、小柳ゆきの17枚目のシングル。2004年11月24日発売。発売元はワーナーミュージック・ジャパン。

## 解説
シングルとしては「Love knot 〜愛の絆〜」より約10ヶ月振りとなる。
6thアルバム『i'll be Travelin' Home』との同時発売となっている。

## 収録曲
1. Crystal Days
作詞：MIZUE/作曲：Joey Carbone, Anthony.Mazza/編曲：斎藤仁
2. The song with sorrow words
作詞：小柳ゆき/作曲：片岡大志, 織田信男/編曲：片岡大志
3. Crystal Days -Instrumental-
4. The song with sorrow words -Instrumental

## 収録アルバム
Crystal Days
- 『i'll be Travelin' Home』

The song with sorrow words
- 『i'll be Travelin' Home』